# K̀
Cette page contient des caractères spéciaux ou non latins. S’ils s’affichent mal (▯, ?, etc.), consultez la page d’aide Unicode.
K̀ (minuscule: k̀), appelé K accent grave, est un graphème de l’alphabet latin utilisé dans l’écriture du bambara ou romanisation de l’alphabet cyrillique ISO 9. Il s’agit de la lettre K diacritée d'un accent grave.

## Utilisation
Dans la romanisation ISO 9 de l’alphabet cyrillique, ‹ k̀ › est utilisé pour translitérer ‹ қ ›.

## Représentations informatiques
Le K accent grave peut être représenté avec les caractères Unicode suivants (latin de base, diacritiques), :
| formes    | représentations | chaînes de caractères | points de code | descriptions                                       |
| --------- | --------------- | --------------------- | -------------- | -------------------------------------------------- |
| capitale  | K̀               | K◌̀                    | U+004B U+0300  | lettre majuscule latine k diacritique accent grave |
| minuscule | k̀               | k◌̀                    | U+006B U+0300  | lettre minuscule latine k diacritique accent grave |